# Rajdowe Samochodowe Mistrzostwa Polski 2008

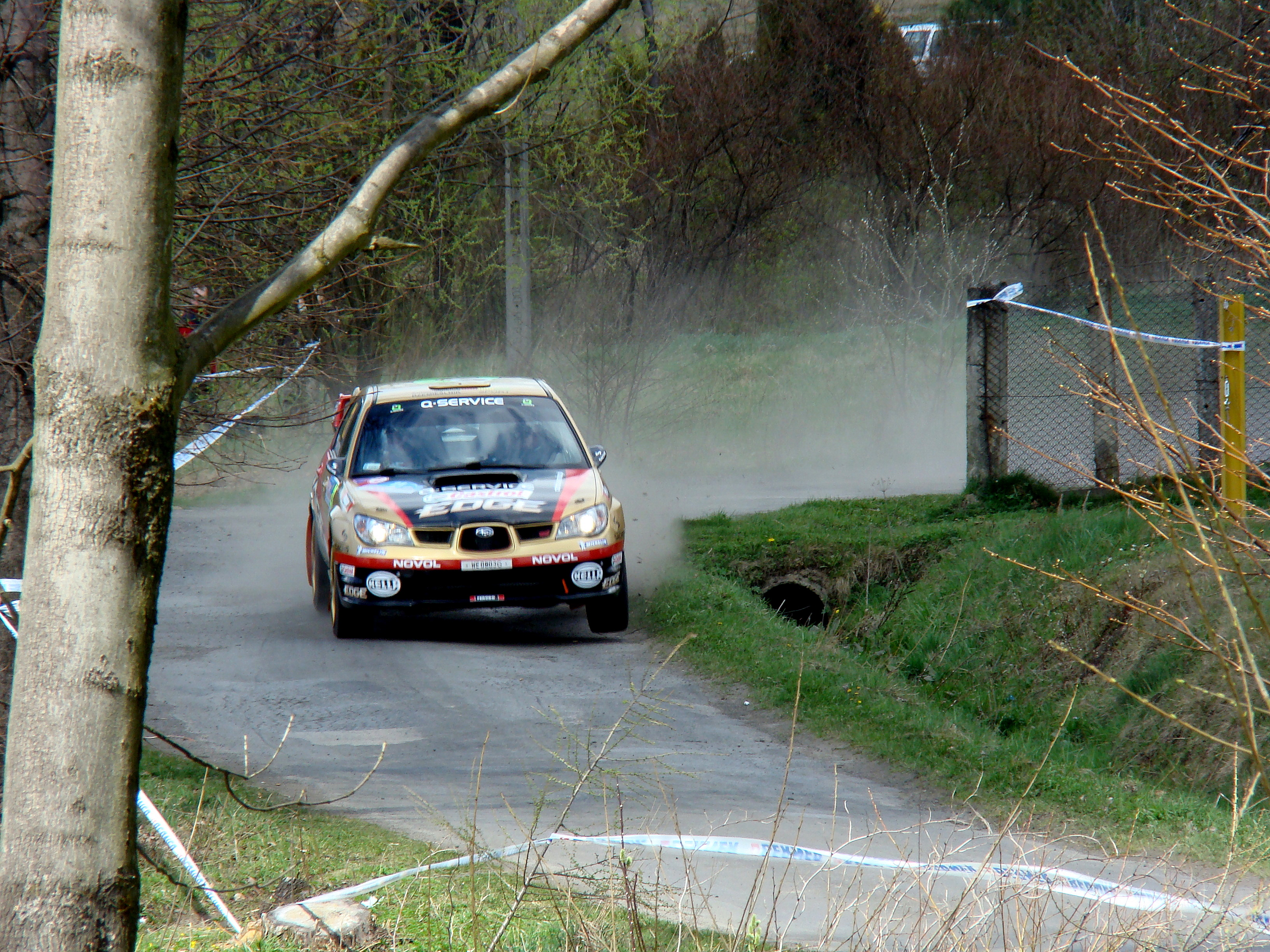
Maciej Oleksowicz podczas Rajdu Krakowskiego

Ten artykuł dotyczy sezonu 2008 Rajdowych Samochodowych Mistrzostw Polski.

## Kalendarz
| Runda | Data          | Rajd                   | Baza               | Nawierzchnia | Dod. kat. |        |
| ----- | ------------- | ---------------------- | ------------------ | ------------ | --------- | ------ |
| 1     | 1.02 – 2.02   | 4. Rajd Magurski       | Gorlice            | śnieg        |           | Wyniki |
| 2     | 10.04 – 12.04 | 44. Rajd Krakowski     | Myślenice          | asfalt       |           | Wyniki |
| 3     | 9.05 – 10.05  | 36. Rajd Elmot-Remy    | Świdnica           | asfalt       |           | Wyniki |
| 4     | 6.06 – 8.06   | 65. Rajd Polski        | Mikołajki          | szuter       | ERC       | Wyniki |
| 5     | 3.07 – 5.07   | 4. Subaru Poland Rally | Kraków             | asfalt       | ERC C5    | Wyniki |
| 6     | 7.08 – 9.08   | 17. Rajd Rzeszowski    | Rzeszów            | asfalt       |           | Wyniki |
| 7     | 30.08 – 31.08 | 23. Rajd Karkonoski    | Jelenia Góra       | asfalt       |           | Wyniki |
| 8     | 20.09 – 21.09 | Rajd Orlen             | Płock              | szuter       |           | Wyniki |
| 9     | 9.10 – 11.10  | 18. Rajd Dolnośląski   | Kłodzko, Zieleniec | asfalt       |           | Wyniki |

## Klasyfikacje

### Klasyfikacja generalna kierowców[1]
Nie uwzględniono wyników kierowców nie zgłoszonych do RSMP. Do klasyfikacji wliczanych było 8 z 9 najlepszych wyników. Nie wliczano do klasyfikacji kierowców, którzy nie zostali sklasyfikowani w minimum dwóch rajdach.
| Poz. | Kierowca                                              | MAG  | KRA | ELM  | POL | SUB | RZE | KAR | ORL | DOL | Suma punktów |
| ---- | ----------------------------------------------------- | ---- | --- | ---- | --- | --- | --- | --- | --- | --- | ------------ |
| 1    | Bryan Bouffier                                        |      | 1*  | 1*   | 2   | 1*  | NU  | 1*  | 2   | 1*  | 71           |
| 2    | Kajetan Kajetanowicz                                  | 4    | 2   | 2    | 5   | NU  | 3   | 2   | 4   | 4   | 49           |
| 3    | Michał Bębenek                                        | NU   | 4   | 8    | 1*  | 5   | 2   | 4   | 6   | 5   | 41           |
| 4    | Tomasz Kuchar                                         | 6    | 8   | (12) | 12  | 4   | 4   | 3   | 5   | 2   | 32           |
| 5    | Paweł Dytko                                           | 7    | 7   | (10) | 8   | 2   | 5   | 5   | 7   | 6   | 26           |
| 6    | Leszek Kuzaj                                          | 1    | 5   | 5    |     |     | NU  |     | NU  | 3   | 24           |
| 7    | Michał Sołowow                                        | NU   | 10  | 3    | 3   | NU  |     |     | 3   |     | 18           |
| 8    | Tomasz Czopik                                         | NU   | 3   | 9    | 7   | 3   |     | 7   |     | NU  | 16           |
| 9    | Grzegorz Grzyb                                        |      |     | 6    |     | 14  | 1*  |     |     |     | 14           |
| 10   | Krzysztof Hołowczyc                                   |      |     |      | 19  |     |     |     | 1*  |     | 11           |
| 11   | Michał Kościuszko                                     | 5*   | NU  | 4    | NU  |     |     |     |     |     | 10           |
| 12   | Mariusz Stec                                          | 3    | 25  | 13   | 18  |     |     |     | 8   | 7   | 9            |
| 13   | Łukasz Sztuka                                         | 2    | 29  | NU   | 11  |     |     |     |     |     | 8            |
| 14   | Patrik Flodin                                         |      |     |      | 6   | 7   | NU  | 6   | NU  | 11  | 8            |
| 15   | Zbigniew Staniszewski                                 | 10   |     |      | 4   |     |     |     | NU  |     | 5            |
| 16   | Sebastian Frycz                                       | 20   | 20  | 7    | NU  | 6   | NU  | NU  |     |     | 5            |
| 17   | Maciej Oleksowicz                                     | NU   | 12  | 14   | 13  | NU  | 6   |     | NU  | 9   | 3            |
| 18   | Marcin Dobrowolski                                    | 18   | 23  | NU   | 31  | 10  | 87  | 11  | 16  | 16  | 2            |
| 19   | Andrzej Mancin                                        |      | NU  | 18   | 17  | 8   | NU  | 8   | 9   |     | 2            |
| 20   | Szymon Ruta                                           | NU   | 35  | 21   | NU  | 9   | NU  | 9   | 13  | 8   | 1            |
| 21   | Kamil Butruk                                          | 8    | 9   | NU   | 14  | 22  | 15  | 10  | 10  |     | 1            |
| 22   | Jan Chmielewski                                       | (22) | 21  | 17   | 27  | 16  | 98  | 14  | 15  | 12  | 1            |
| NK   | Maciej Lubiak                                         | NU   | 6   |      |     |     |     |     |     |     | (3)          |
|      | Klucz punktacji: 10-8-6-5-4-3-2-1                     |      |     |      |     |     |     |     |     |     |              |
|      | * dodatkowy punkt za wygranie największej liczby OSów |      |     |      |     |     |     |     |     |     |              |
|      | Oznaczenia: NU – nie ukończył, DK – dyskwalifikacja   |      |     |      |     |     |     |     |     |     |              |

| Kolor     | Opis                   |
| --------- | ---------------------- |
| Złoty     | Zwycięzca              |
| Srebrny   | 2. miejsce             |
| Brązowy   | 3. miejsce             |
| Zielony   | Punktowane miejsce     |
| Niebieski | Ukończył nie punktował |
| Fioletowy | Nie ukończył NU        |
| Czarny    | Wykluczony X           |
| Biały     | Nie wystartował NW     |
| Puste     | Nie brał udziału       |

| Poz. | Kierowca                                              | MAG  | KRA | ELM  | POL | SUB | RZE | KAR | ORL | DOL | Suma punktów |
| ---- | ----------------------------------------------------- | ---- | --- | ---- | --- | --- | --- | --- | --- | --- | ------------ |
| 1    | Bryan Bouffier                                        |      | 1*  | 1*   | 2   | 1*  | NU  | 1*  | 2   | 1*  | 71           |
| 2    | Kajetan Kajetanowicz                                  | 4    | 2   | 2    | 5   | NU  | 3   | 2   | 4   | 4   | 49           |
| 3    | Michał Bębenek                                        | NU   | 4   | 8    | 1*  | 5   | 2   | 4   | 6   | 5   | 41           |
| 4    | Tomasz Kuchar                                         | 6    | 8   | (12) | 12  | 4   | 4   | 3   | 5   | 2   | 32           |
| 5    | Paweł Dytko                                           | 7    | 7   | (10) | 8   | 2   | 5   | 5   | 7   | 6   | 26           |
| 6    | Leszek Kuzaj                                          | 1    | 5   | 5    |     |     | NU  |     | NU  | 3   | 24           |
| 7    | Michał Sołowow                                        | NU   | 10  | 3    | 3   | NU  |     |     | 3   |     | 18           |
| 8    | Tomasz Czopik                                         | NU   | 3   | 9    | 7   | 3   |     | 7   |     | NU  | 16           |
| 9    | Grzegorz Grzyb                                        |      |     | 6    |     | 14  | 1*  |     |     |     | 14           |
| 10   | Krzysztof Hołowczyc                                   |      |     |      | 19  |     |     |     | 1*  |     | 11           |
| 11   | Michał Kościuszko                                     | 5*   | NU  | 4    | NU  |     |     |     |     |     | 10           |
| 12   | Mariusz Stec                                          | 3    | 25  | 13   | 18  |     |     |     | 8   | 7   | 9            |
| 13   | Łukasz Sztuka                                         | 2    | 29  | NU   | 11  |     |     |     |     |     | 8            |
| 14   | Patrik Flodin                                         |      |     |      | 6   | 7   | NU  | 6   | NU  | 11  | 8            |
| 15   | Zbigniew Staniszewski                                 | 10   |     |      | 4   |     |     |     | NU  |     | 5            |
| 16   | Sebastian Frycz                                       | 20   | 20  | 7    | NU  | 6   | NU  | NU  |     |     | 5            |
| 17   | Maciej Oleksowicz                                     | NU   | 12  | 14   | 13  | NU  | 6   |     | NU  | 9   | 3            |
| 18   | Marcin Dobrowolski                                    | 18   | 23  | NU   | 31  | 10  | 87  | 11  | 16  | 16  | 2            |
| 19   | Andrzej Mancin                                        |      | NU  | 18   | 17  | 8   | NU  | 8   | 9   |     | 2            |
| 20   | Szymon Ruta                                           | NU   | 35  | 21   | NU  | 9   | NU  | 9   | 13  | 8   | 1            |
| 21   | Kamil Butruk                                          | 8    | 9   | NU   | 14  | 22  | 15  | 10  | 10  |     | 1            |
| 22   | Jan Chmielewski                                       | (22) | 21  | 17   | 27  | 16  | 98  | 14  | 15  | 12  | 1            |
| NK   | Maciej Lubiak                                         | NU   | 6   |      |     |     |     |     |     |     | (3)          |
|      | Klucz punktacji: 10-8-6-5-4-3-2-1                     |      |     |      |     |     |     |     |     |     |              |
|      | * dodatkowy punkt za wygranie największej liczby OSów |      |     |      |     |     |     |     |     |     |              |
|      | Oznaczenia: NU – nie ukończył, DK – dyskwalifikacja   |      |     |      |     |     |     |     |     |     |              |

| Kolor     | Opis                   |
| --------- | ---------------------- |
| Złoty     | Zwycięzca              |
| Srebrny   | 2. miejsce             |
| Brązowy   | 3. miejsce             |
| Zielony   | Punktowane miejsce     |
| Niebieski | Ukończył nie punktował |
| Fioletowy | Nie ukończył NU        |
| Czarny    | Wykluczony X           |
| Biały     | Nie wystartował NW     |
| Puste     | Nie brał udziału       |

## Zwycięzcy klas, zespoły i kluby
W wykazach przedstawiających zwycięzców poszczególnych klas pogrubioną czcionką zaznaczono kierowców i pilotów, którzy zdobyli tytuły mistrza, wicemistrza i drugiego wicemistrza Polski.

### Klasyfikacja Grupy N[2]
| Msc | Kierowca             | Pilot            | Punkty |
| --- | -------------------- | ---------------- | ------ |
| 1   | Kajetan Kajetanowicz | Maciej Wisławski | 69     |
| 2   | Michał Bębenek       | Grzegorz Bębenek | 60     |
| 3   | Paweł Dytko          | Tomasz Dytko     | 43     |

### Klasyfikacja w klasie Super 2000 Rally[3]
| Msc | Kierowca       | Pilot           | Punkty |
| --- | -------------- | --------------- | ------ |
| 1   | Bryan Bouffier | Xavier Panseri  | 26     |
| 2   | Michał Sołowow | Maciej Baran    | 14     |
| 3   | Tomasz Kuchar  | Daniel Dymurski | 10     |

### Klasyfikacja w klasie A-7[4]
| Msc | Kierowca          | Pilot                  | Punkty |
| --- | ----------------- | ---------------------- | ------ |
| 1   | Zbigniew Cieślar  | Adam Ogierman          | 37     |
| 2   | Bartłomiej Boruta | Sławomir Grabarkiewicz | 27     |
| 3   | Robert Kujawski   | Rafał Rremień          | 21     |

### Klasyfikacja w klasie A-6[5]
| Msc | Kierowca           | Pilot              | Punkty |
| --- | ------------------ | ------------------ | ------ |
| 1   | Jan Chmielewski    | Ireneusz Pleskot   | 50     |
| 2   | Marcin Dobrowolski | Michał Dobrowolski | 49     |
| 3   | Radosław Typa      | Daniel Siatkowski  | 46     |

### Klasyfikacja w klasie N-3[6]
| Msc | Kierowca      | Pilot            | Punkty |
| --- | ------------- | ---------------- | ------ |
| 1   | Paweł Brzycki | Michał Czernecki | 2      |

### Klasyfikacja w klasie N-1[7]
| Msc | Kierowca      | Pilot | Punkty |
| --- | ------------- | ----- | ------ |
| 1   | Dominik Budny | -     | 2      |

### Klasyfikacja w klasie HR-13[8]
| Msc | Kierowca           | Pilot         | Punkty |
| --- | ------------------ | ------------- | ------ |
| 1   | Krzysztof Możyszek | Marek Kotwica | 4      |

### Klasyfikacja w klasie HR-12[9]
| Msc | Kierowca          | Pilot          | Punkty |
| --- | ----------------- | -------------- | ------ |
| 1   | Kacper Puszkiel   | Alicja Konury  | 7      |
| 2   | Robert Wiśniewski | Bartosz Herban | 5      |

### Klasyfikacja w klasie HR-9[10]
| Msc | Kierowca         | Pilot | Punkty |
| --- | ---------------- | ----- | ------ |
| 1   | Wojciech Grondal | -     | 2      |

### Klasyfikacja w klasie R2B[11]
| Msc | Kierowca           | Pilot              | Punkty |
| --- | ------------------ | ------------------ | ------ |
| 1   | Jan Chmielewski    | Ireneusz Pleskot   | 38     |
| 2   | Marcin Dobrowolski | Michał Dobrowolski | 34     |
| 3   | Radosław Typa      | Daniel Siatkowski  | 34     |

### Klasyfikacja Zespołów Sponsorskich[12]
| Msc | Zespół                          | Punkty |
| --- | ------------------------------- | ------ |
| 1   | Peugeot Sport Polska Rally Team | 64     |
| 2   | MapaMap STP Rally Team          | 53     |
| 3   | Tedex Rally Team                | 36     |

### Klasyfikacja Zespołów Producenckich[13]
| Msc | Zespół  | Punkty |
| --- | ------- | ------ |
| 1   | Peugeot | 11     |
| 2   | Subaru  | 6      |